# جک ریرلی (بازیکن فوتبال)
 جک ریرلی (انگلیسی: Jack Reilly؛ زادهٔ ۲۷ اوت ۱۹۴۳) یک بازیکن فوتبال اهل استرالیا است.
وی همچنین در تیم ملی فوتبال استرالیا، بازی کرده است.